# خوزه لوئیز رودریگز ساپاترو
خوزه لوئیز رودریگز ساپاترو (به اسپانیایی: José Luis Rodríguez Zapatero) سیاست‌مداراسپانیایی و نخست‌وزیر این کشور از سال ۲۰۰۴ تا ۲۰۱۱ بوده‌است. او رهبر حزب کارگران سوسیالیست اسپانیا ست و دو دوره متوالی با رأی پارلمان اسپانیا به نخست‌وزیری این کشور رسیده‌است.

## زندگی
ساپاترو به سالِ ۱۹۶۰ در شهر وایادولید متولّد شد.
ساپاترو در دولت خویش بر برابری جنسیتی تأکید دارد و خود را فمینیست می‌داند. برای مثال، بیش از نیمی از وزیران کابینه او زن هستند و قانونی را در دولت خود تصویب کرده‌است که حداقل ۴۰ درصد نامزدهای هر حزب باید زن باشند، همچنین و تا سال ۲۰۱۰ باید حداقل ۴۰ درصد اعضای هیئت مدیره شرکت‌هایی که با دولت قرارداد می‌بندند زن باشند.

## نخستین دوره نخست‌وزیری
او در مارس ۲۰۰۴ پس از انتخابات، از حزب کارگران سوسیالیست اسپانیا به نخست‌وزیری رسید.
یکی از مهم‌ترین کارهایی که وی پس از نخست‌وزیری انجام داد خارج کردن نیروهای اسپانیایی ار عراق بود. این در حالی است که در زمان حمله آمریکا به عراق خوزه لوئیز زاپاترو که در سمت وزیر امور خارجه اسپانیا قرار داشت، رسماُ از این حمله حمایت کرد و همانند بوش آنرا یک مأموریت الهی دانست.
وی در اولویت‌های دیپلماسی خود روش مستقلی از اتحادیه اروپا اتخاذ کرده و در موارد گوناگونی بر خلاف سیاست‌های آمریکا نیز عمل کرده‌است. در روزهای نخستین تهاجم اسراییل به نوار غزه در سال ۲۰۰۶ با انداختن چفیه مبارزان فلسطینی حملات اسراییل را محکوم نمود و در درگیری نظامی بین اسرائیل و لبنان در همان سال نیز مستقل از اتحادیه اروپا، به‌طور کامل از لبنان حمایت نمود و اسرائیل را مورد انتقاد شدید قرار داد.
در کابینه نخست او تعداد وزیران زن و مرد برابر بود.

## دومین دوره نخست‌وزیری
در ۹ مارس ۲۰۰۸ (۱۹ اسفند ۱۳۸۶) او با رای‌گیری پارلمان اسپانیا (۱۶۹ رأی موافق، ۱۵۸ رأی مخالف و ۲۰ رأی ممتنع) برای بار دوم نخست‌وزیر شد و اعلام کرد قصد دارد ساختار وزارتخانه‌ها را در سه محور اصلی بازسازی کند:
- رشد اقتصادی
- نوگرایی تکنولوژیک
- دستیابی به اهداف مربوط به تغییرات آب و هوا.[۳]

او دومین کابینه خود را که برای نخستین بار اکثریت را زنان تشکیل می‌دهند معرفی کرد: ۹ وزیر زن در مقابل هشت مرد. رکورد جوان‌ترین وزیر در تاریخ اسپانیا نیز در این کابینه با حضور بیبیانا آیدو، زن جوان ۳۱ ساله شکسته شد. در کابینه پیشین این نخست‌وزیر تعداد وزیران مرد و زن برابر بود. این حرکت برای اسپانیا که تا ۳۰ سال پیش از آن، در دوران فرانکو، مردان حق قانونی داشتند که در انظار عموم زن خود را کتک بزنند، حرکت بزرگی محسوب می‌شود.
وزیران این کابینه عبارتند از:

### وزیران جدید
کریستینا گارمندیا: وزیر نوگرایی، میگل سباستیان: وزیر صنعت، سلستینو کورباچو: وزیر کار، بیبیانا ایدو: وزیر مساوات، بئاتریس کوردور: وزیر مسکن، کارمه چاکن: وزیر دفاع.

### وزیران ابقا شده
النا اسپینوسا: وزیر محیط زیست، الفردو پرس روبالکابا: وزیر کشور، میگل انخل موراتینوس: وزیر امور خارجه و همکاری، برنات سوریا: وزیر بهداشت، سسار انتونیو مولینا: وزیر فرهنگ، النا سالگادو: وزیر مدیریت اجتماعی، ماریانو فرناندس: برمخو وزیر دادگستری، مرسدس کابررا: وزیر آموزش.
- ماریا ترسا فرناندس دلا وگا: معاون اول نخست‌وزیر و پدرو سولبس: هم‌زمان معاون دوم نخست‌وزیر و وزیر اقتصاد.[۳]